# Vladimír Kinier
Vladimír Kinier  est un footballeur tchécoslovaque puis slovaque né le 6 avril 1948 à Žilina. Il évoluait au poste de défenseur.

## Biographie

### En club
Au cours de sa carrière, il dispute 230 matchs en première division tchécoslovaque, inscrivant 9 buts. Il se classe cinquième du championnat lors de la saison 1989-1990, ce qui constitue sa meilleure performance.
Il joue également deux matchs en Coupe de l'UEFA, et deux matchs en Coupe des coupes.

### En équipe nationale
International tchécoslovaque, il reçoit 10 sélections en équipe de Tchécoslovaquie entre 1984 et 1990.
Il joue son premier match en équipe nationale le 28 mars 1984 en amical contre l'Allemagne de l'Est (défaite 2-1 à Erfurt).
Il fait partie du groupe tchécoslovaque qui atteint les quarts de finale de la Coupe du monde 1990. Lors du mondial, il dispute un match contre l'Italie (défaite 2-0 à Rome), qui s'avère être son dernier match en équipe nationale.

## Carrière
- 1979-1984 :  ZVL Žilina
- 1984-1985 :  Dukla Banská Bystrica
- 1985-1988 :  ZVL Žilina
- 1988-1990 :  Slovan Bratislava
- 1990-1994 :  FC Bourges

## Palmarès
- Finaliste de la Coupe Mitropa en 1983 avec le ZVL Žilina
- Finaliste de la Coupe de Tchécoslovaquie en 1989 avec le Slovan Bratislava